# Daisychain

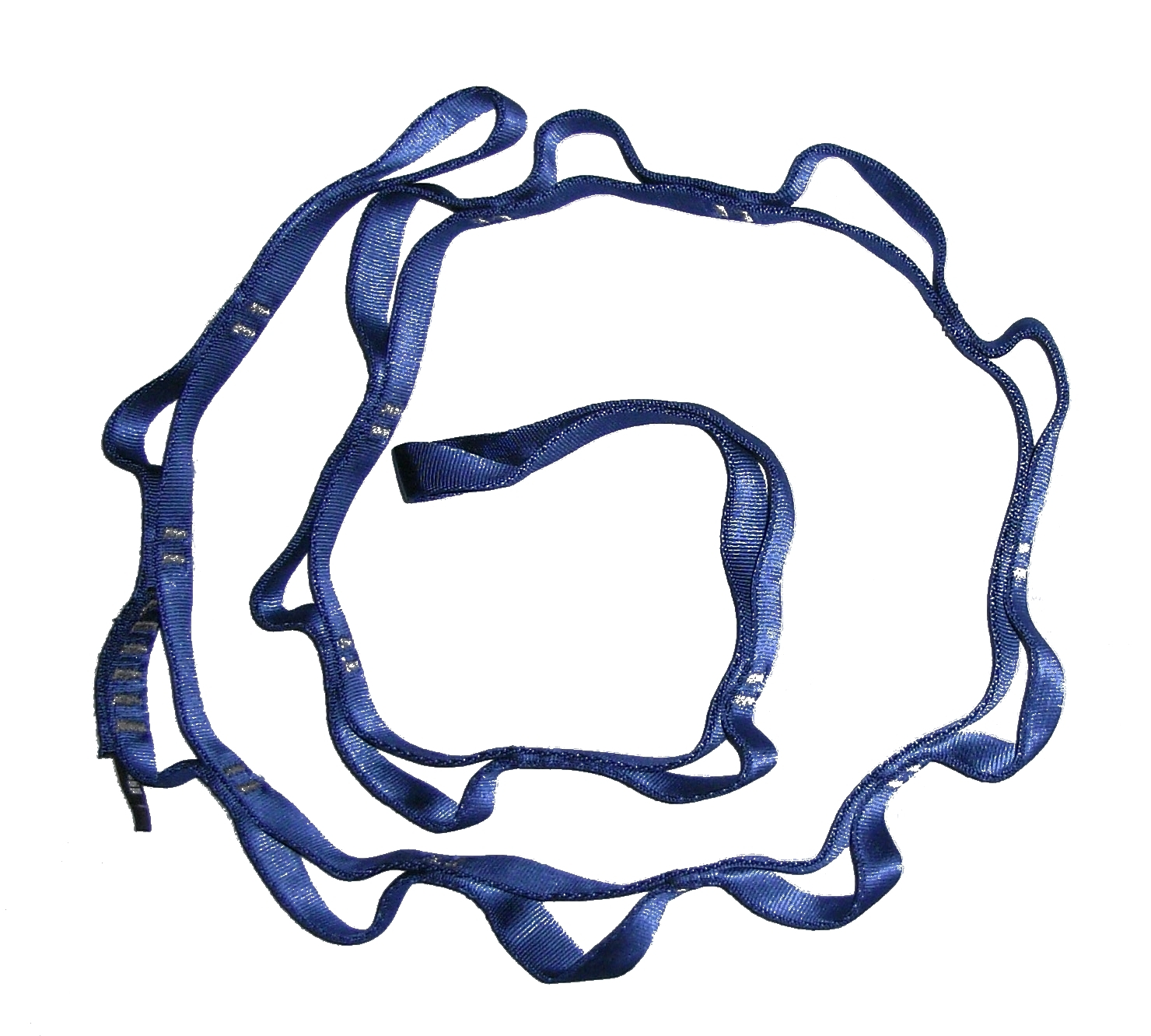
Daisy chain

Daisychain är en slinga av nylonmaterial med sydda öglor som används för en mängd olika ändamål inom sporten klättring.